# Okręg morawicki
Okręg morawicki (serb. Moravički okrug / Моравички округ) – okręg w centralno-zachodniej Serbii, w regionie Serbia Centralna. Nazwa pochodzi od rzeki Morawicy.

## Podział administracyjny
Okręg dzieli się na następujące jednostki:
- miasto Čačak
- gmina Gornji Milanovac
- gmina Ivanjica
- gmina Lučani

## Demografia
- Serbowie 97,9% (220 009)
- Czarnogórcy 0,4% (871)
- Romowie 0,3% (572)
- Jugosłowianie 0,3% (510)
- Macedończycy 0,1% (198)
- Chorwaci 0.1% (172)